# 纤维

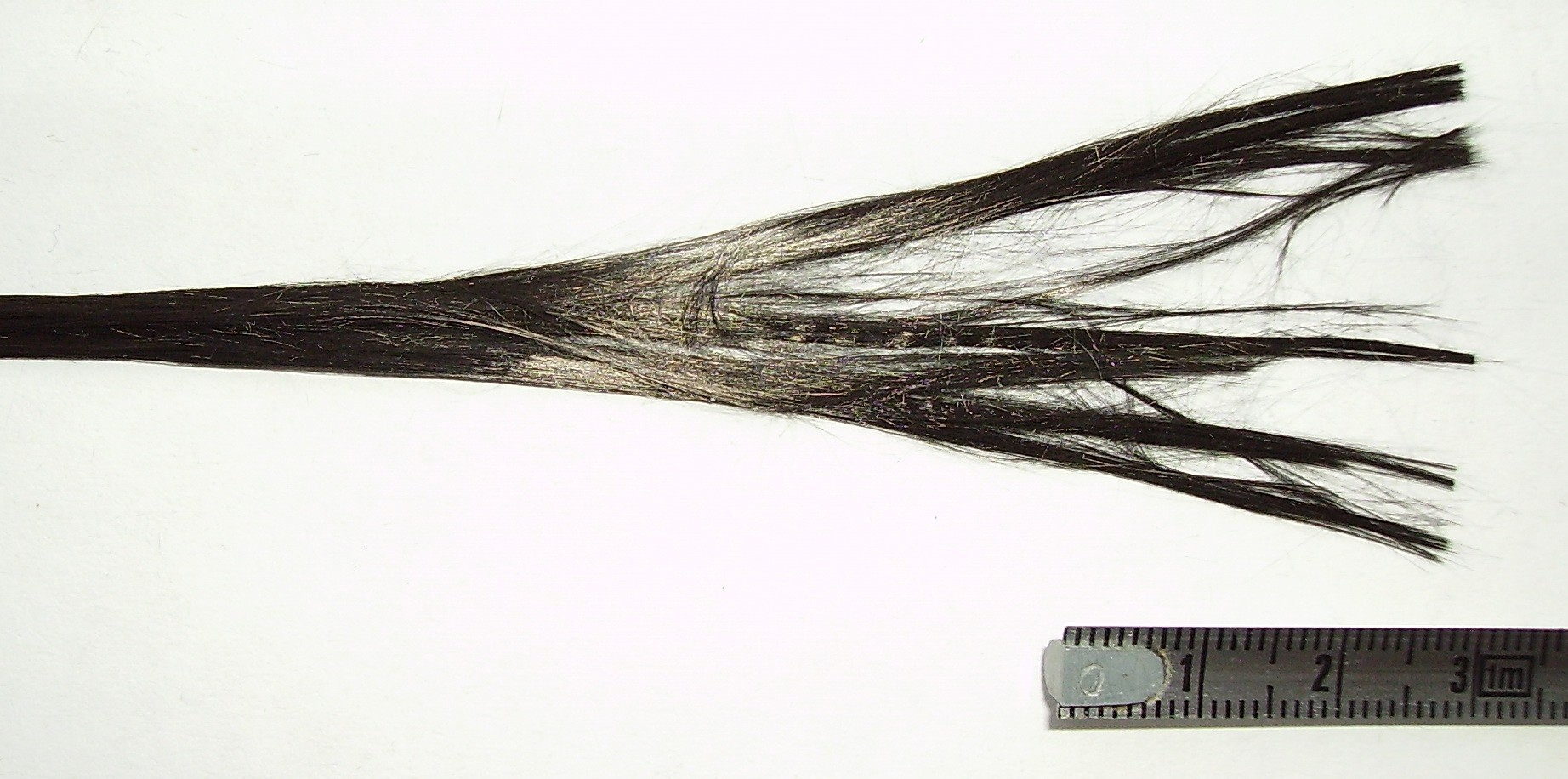
人造纤维之一的碳纤维

纖維（英語：fiber）是指由連續或不連續的細絲組成的物質。在动植物体内，纤维在维系组织方面起到重要作用。纖維用途广泛，可織成細線、線頭和麻繩，造纸或织毡时还可以织成纤维层；同時也常用來製造其他物料，及与其他物料共同组成复合材料。
纖維可被分作天然纤维及人造纤维。

## 天然纤维
天然纤维是在動物、植物和地质过程中形成的。根据来源，天然纤维分为如下几类。
- 植物纤维：由纤维素和木质素排列组成。出自棉、麻、亚麻、黄麻、苎麻、剑麻等作物。用于造纸及织布。
- 木纤维（英语：Wood fibre）：出自树木，用于造纸。主要的使用形式有磨木纸浆、预热磨木浆、（未）漂白（亚）硫酸盐[1]纸浆等。
- 动物纤维（英语：Animal fiber）：主要由蛋白质组成。如蛛丝、蚕丝、毛、髮、肌腱、羊肠线等。
- 礦物纖維：例如石棉，由非有機物質組成。石棉是自然存在的礦物中唯一能形成长纖維结构的。另有些矿物呈短的束状结构，如硅灰石、绿坡缕石和多水高岭石。

## 人造纤维
人造纖維，又稱化學纖維，是指經加工過而製成的纖維，包括玻璃纖維、尼龍等。可以由天然原料加工而得，也可以通过化学方法合成。

### 种类
基于天然纤维素的人造纤维有很多种，包括人造丝（嫘萦）、莫代尔纤维以及新近产生的纤维素纤维。这一类纤维又可以分为两类，一是由纯纤维素或再生纤维素形成的，二是由纤维素乙酸酯等衍生物形成的。再生纤维素可用铜氨法制。
最常见的人造矿物纤维是玻璃丝和金属丝，这两种不是合成纤维。
- 玻璃纤维，又叫玻璃丝，由一种特殊的玻璃制成
  - 光纤，由纯石英制成
- 金属纤维：铜银金等易延展金属可拉制纤维；镍、铝、铁等较韧性金属可通过挤压或沉积等手段
- 碳纤维，由碳化高分子形成，属于合成纤维

聚合物纤维也是人造纤维中的一类，通常从石化原料合成得。主要的聚合物纤维有：
- 聚烯烃
  - 聚乙烯：可形成极长的链，即所谓超高分子量聚乙烯（HMPE）（例如Dyneema、Spectra）
  - 聚丙烯
- 聚乙烯醇纤维
- 聚氯乙烯纤维
- 聚丙烯腈纤维（PAN）：传统用作布料，即腈纶。纯的PAN纤维在低氧条件下灼烧可得到碳纤维。
- 尼龙等聚酰胺
- 聚对苯二甲酸乙二酯（PET，用作布料即涤纶）、聚对苯二甲酸丁二酯（PBT）等聚酯
- 芳香聚酰胺：高温下会热解，但不熔化。聚合链间有较强作用力。例如超美斯X-fiper,Twaron、Kevlar、Nomex
- 弹性纤维，如聚氨酯（氨纶）
- 酚醛树脂：与碳纤维同为热固性的树脂基纤维，难以熔化

### 技术
复合挤出纤维（coextruded fiber）由两种不同的聚合物共同形成，一般两种聚合物采用芯鞘型或并排排列。
为提高纤维性能，可以在纤维外层涂一保护层，这样的纤维叫涂层纤维（coated fiber）。如涂镍可防静电，涂银可抗细菌，涂铝以作为防雷达箔条。防雷达箔条以涂铝的玻璃丝绳的形式储存在飞机上，用时将绳切成小段喷出即可挡开雷达信号。
多数合成纤维的截面都是圆的，但有些特别的纤维截面做成了中空、椭圆、三叶形、五星形等，这些改变了截面形状的纤维具有能反射光等光学性质。表面颜色较亮的纤维容易透光，看起来显得透明；较暗的纤维则会阻挡大部分的光。
合成纺织纤维通常做成弯曲的形状，这样织成的衣服体积会增大。

## 微纤维
微纤维指一类极细的纤维。在织物中，指的是纤度不超过1旦的纤维。聚酯类纤维可拉至0.5鉴别纤维方法旦。在高技术纤维领域中，通常指可以过滤用的极细的玻璃丝或熔喷塑料纤维。一些新型的设计把纤维通过挤出分裂成更细的纤维。

## 原纤
短的、形状不规则的纤维叫做原纤（fibril）。天然纤维素中含有原纤，在棉和牛皮纸中可以看到一些小的原纤突出于主纤维束之外。

## 鉴别方法
燃烧法是最简单便捷的纤维鉴别方法，各种纤维燃烧特性如下表：
| 纤维名称     | 接近火焰           | 在火焰中                                      | 离开火焰         | 燃烧气味       | 燃烧后残渣特征                             |
| ------------ | ------------------ | --------------------------------------------- | ---------------- | -------------- | ------------------------------------------ |
| 棉纤维       | 不熔不缩           | 刚近火焰即燃，燃烧迅速，火焰呈黄色            | 继续燃烧，冒蓝烟 | 烧纸气味       | 细柔的少量絮状物，呈黑或灰色               |
| 麻           | 不熔不缩           | 刚近火焰即燃，燃烧迅速，火焰呈黄色            | 继续燃烧，冒蓝烟 | 草木灰气味     | 少量细而柔的灰白色絮状粉末                 |
| 羊毛         | 卷缩               | 遇火冒烟，燃烧速度较慢，并起泡、卷缩          | 慢慢熄火         | 烧毛发的焦臭味 | 有光泽的黑色球状颗粒，松脆，手指按压即碎。 |
| 蚕丝         | 卷缩               | 遇火缩成闭状，燃烧缓慢，伴苻咝咝声            | 缓慢熄火         | 烧毛发烧焦味   | 黑褐色球状灰烬,松脆，手捻即碎              |
| 粘胶纤维     | 不熔不缩           | 易燃，燃烧速度很快，火焰呈黄色                | 继续燃烧         | 烧纸味         | 光滑扭曲带状灰白色细粉末                   |
| 醋酯纤维     | 熔缩               | 熔融燃烧                                      | 继续燃烧         | 醋味           | 硬而脆黑块                                 |
| 人造蛋白纤维 | 熔缩               | 燃烧缓慢并有响声                              | 自熄             | 烧毛发味       | 脆而黑的小珠状                             |
| 涤沦         | 收缩熔融           | 易点燃，燃烧时边熔化边冒黑烟，滴液， 黄色火焰 | 继续燃烧         | 特殊的芳香味   | 玻璃状黑褐色硬球,用手指可捻碎              |
| 锦纶         | 迅速熔缩成白色胶状 | 熔融燃烧，滴落并起泡，燃烧时没有火焰          | 难继续燃烧       | 芹菜味         | 玻璃状淡褐硬球，不易研碎                   |